# Прометей (премия)
Премия «Прометей» (англ. the Prometheus Award) — ежегодная премия, вручаемая Libertarian Futurist Society за свободомыслящую (либертарианскую) фантастику произведениям, где присутствует «исследование возможностей свободного будущего, борьба за права человека (включая личную и экономическую свободу), драматизация вечного конфликта между индивидуумами и правительством, критический анализ трагических последствий злоупотребления властью». Премия учреждена в 1979 году Л. Нилом Смитом (англ. L. Neil Smith), однако регулярные вручения начались только с 1982 года.
Премия вручается в трёх категориях:
- «Лучший роман» (Best novel);
- «Зал славы» (Hall of Fame);
- Специальная премия (Special Award; вручается не каждый год).

Приз представляет собой золотую монету как символ свободной торговли, установленную на гравированной мемориальной подставке. Пол Уилсон, первый лауреат премии, получил монету стоимостью в 2,5 тысячи долларов. С 1982 года вес золотой монеты составил половину унции для категории «лучший роман» и восьмую часть унции для «Зала славы». Начиная с 2001 года, вес монеты для категории «лучший роман» составляет одну унцию.

## Список лауреатов
| Лучший роман / Best novel                                                                                                  | Зал славы / Hall of Fame | Специальная премия / Special Award | Примечание |
| 1979 | 1979 | 1979 | 1979 |
| --- | --- | --- | --- |
| Ф. Пол Вилсон «Колесо в колесе» F. Paul Wilson «Wheels Within Wheels»                                                      | | | Победители были объявлены 6 сентября во время Национального конвента либертарианской партии (Libertarian Party National Convention), проходившего в Лос-Анджелесе |
| 1982 | | | |
| Л. Нил Смит «The Probability Broach» L. Neil Smith «The Probability Broach»                                                | | | Победители были объявлены 4 сентября во время 40-й Всемирного конвента (Chicon lV), проходившего в Чикаго                                                         |
| 1983 | | | |
| Джеймс Хоган «Voyage from Yesteryear» James Hogan «Voyage from Yesteryear»                                                 | Роберт Хайнлайн «Луна — суровая хозяйка» Robert Heinlein «The Moon Is a Harsh Mistress» Айн Рэнд «Атлант расправил плечи» Ayn Rand «Atlas Shrugged»                | | Двое лауреатов «Зала славы» |
| 1984 | | | |
| Нил Шульман «The Rainbow Cadenza» Neil Schulman «The Rainbow Cadenza»                                                      | Джордж Оруэлл «1984» George Orwell «1984» Рэй Брэдбери «451 градус по Фаренгейту» Ray Bradbury «Fahrenheit 451»                                                    | | Двое лауреатов «Зала славы» |
| 1985 | | | |
| | Пол Андерсон «Звёздный торговец» Poul Anderson «Trader to the Stars» Эрик Фрэнк Рассел «The Great Explosion» Eric Frank Russell «The Great Explosion»              | | В категории «Лучший роман» победитель не был объявлен |
| 1986 | | | |
| Виктор Милан «Cybernetic Samurai» Victor Milan «Cybernetic Samurai»                                                        | Сирил Корнблат «Синдик» Cyril M. Kornbluth «The Syndic» Роберт Антон Уилсон и Роберт Ши «Illuminatus!» (трилогия) Robert Anton Wilson & Robert Shea «Illuminatus!» | | Двое лауреатов «Зала славы» |
| 1987 | | | |
| Вернор Виндж «Брошенные в реальном времени» Vernor Vinge «Marooned in Real Time»                                           | Роберт Хайнлайн «Чужак в чужой стране» Robert Heinlein «Stranger In A Strange Land» Эйн Рэнд «Гимн» Ayn Rand «Anthem»                                              | | Двое лауреатов «Зала славы» |
| 1988 | | | |
| Виктор Коман «The Jehovah Contract» Victor Koman «The Jehovah Contract»                                                    | Альфред Бестер «Тигр! Тигр!» Alfred Bester «Tiger! Tiger!» | | |
| 1989 | | | |
| Брэд Линвивер «Moon of Ice» Brad Linaweaver «Moon of Ice»                                                                  | Дж. Нил Шульман «Alongside Night» J. Neil Schulman «Alongside Night»                                                                                               | | |
| 1990 | | | |
| Виктор Коман «Solomon’s Knife» Victor Koman «Solomon’s Knife»                                                              | Ф. Пол Вилсон «Целитель» F. Paul Wilson «The Healer» | | |
| 1991 | | | |
| Майкл Ф. Флинн «В стране слепых» Michael F. Flynn «In the Country of the Blind»                                            | Ф. Пол Вилсон «Восставшие миры» F. Paul Wilson «An Enemy of the State»                                                                                             | | |
| 1992 | | | |
| Ларри Нивен, Майкл Ф. Флинн, Джерри Пурнелл «Fallen Angels» Larry Niven, Michael F. Flynn, Jerry Pournelle «Fallen Angels» | Айра Левин «Этот идеальный день» Ira Levin «This Perfect Day» | | |
| 1993 | | | |
| Джеймс Хоган «The Multiplex Man» James P. Hogan «The Multiplex Man»                                                        | Урсула Ле Гуин «Обделённые» Ursula Le Guin «The Dispossessed, An Ambiguous Utopia»                                                                                 | | |
| 1994 | | | |
| Нил Смит «Pallas» L. Neil Smith «Pallas»                                                                                   | Евгений Замятин «Мы» | | |
| 1995 | | | |
| Пол Андерсон «The Stars Are Also Fire» Poul Anderson «The Stars Are Also Fire»                                             | Пол Андерсон «Звёздный лис» Poul Anderson «The Star Fox» | | |
| 1996 | | | |
| Кен Маклеод «The Star Fraction» Ken MacLeod «The Star Fraction»                                                            | Роберт Хайнлайн «Красная планета» Robert Heinlein «Red Planet» | | |
| 1997 | | | |
| Виктор Коман «Kings of the Hight Frontier» Victor Koman «Kings of the Hight Frontier»                                      | Роберт Хайнлайн «Дети Мафусаила» Robert Heinlein «Methuselah’s Children»                                                                                           | | |
| 1998 | | | |
| Кен Маклеод «The Stone Canal» Ken MacLeod «The Stone Canal»                                                                | Роберт Хайнлайн «Достаточно времени для любви» Robert Heinlein «Time Enough For Love»                                                                              | Антология «Свободный космос» под редакцией Брэд Линвивер и Эдвард Крамер Brad Linaweaver and Edward E Kramer editors «Free Space» | «The Stone Canal» в расширенной версии для не-американского издания                                                                                               |
| 1999 | | | |
| Джон Варли «The Golden Globe» John Varley «The Golden Globe»                                                               | Бим Пайпер, Джон Дж. Макгайр «Lone Star Planet» Beam H. Piper, John J. McGuire «Lone Star Planet»                                                                  | | |
| 2000 | | | |
| Вернор Виндж «Глубина в небе» Vernor Vinge «A Deepness in the Sky»                                                         | Ханс Кристиан Андерсен «Новое платье короля» (сказка) Hans Christian Anderson «The Emperor’s New Clothes»                                                          | | |
| 2001 | | | |
| Нил Смит «Forge of the Elders» L. Neil Smith «Forge of the Elders»                                                         | Антология «Пережиток свободы» под редакцией Джерри Пурнелла и Джона Карра Jerry Pournelle and John F. Carr editors «The Survival of Freedom»                       | Пол Андерсон (Poul Anderson) — за пожизненные заслуги | Победители были объявлены 2 сентября во время 59-й Всемирного конвента (The Millennium Philcon), проходившего в Филадельфии                                       |
| 2002 | | | |
| Дональд Кингсбери «Психоисторический кризис» Donald MacDonald Kingsbury «Psychohistorical Crisis»                          | Патрик Макгуэн «Узник» (телесериал) Patrick McGoohan «The Prisoner»                                                                                                | | Победители были объявлены 30 августа во время 60-й Всемирного конвента (ConJose), который проходил в Сан Хосе                                                     |
| 2003 | | | |
| Терри Пратчетт «Night Watch» Terry Pratchett «Night Watch»                                                                 | Роберт Хайнлайн «Реквием» Robert Heinlein «Requiem» | | Победители были объявлены 29 августа во время 61-й Всемирного конвента (Torcon 3), который проходил в Торонто                                                     |
| 2004 | | | |
| Ф. Пол Вилсон «Sims» F. Paul Wilson «Sims»                                                                                 | Вернор Виндж «Неуправляемые» Vernor Vinge «The Ungoverned» | | |
| 2005 | | | |
| Нил Стивенсон «Система мира» Neal Stephenson «The System of the World»                                                     | Альфред Ван Вогт «Оружейные лавки империи Ишер» Alfred Van Vogt «The Weapon Shops of Isher»                                                                        | Антология «Дайте мне свободу» под редакцией Марка Тьера и Мартина Гринберга («Give Me Liberty», Mark Tier & Martin H. Greenberg, eds.) Графический роман Л. Нила Смита «Вероятностное обсуждение» («The Probability Broach», L. Neil Smith, illustrated by Scott Bieser) Антология «Предвидения свободы» под редакцией Марка Тьера и Мартина Гринберга («Visions of Liberty», Mark Tier & Martin H. Greenberg, eds.) | |
| 2006 | | | |
| Кен Маклеод «Learning the World» Ken MacLeod «Learning the World»                                                          | Алан Мур и Дэвид Ллойд «V — значит вендетта» (графический роман) Alan Moore (writing) and David Lloyd (art) «V for Vendetta»                                       | Джос Уэдон «Миссия „Серенити“» (фильм) Joss Whedon «Serenity» | Победители были объявлены 23 августа в городе Анахайм |
| 2007 | | | |
| Чарльз Стросс «Стеклянный дом» Charles Stross «Glasshouse»                                                                 | Вернор Виндж «True Names» Vernor Vinge «True Names» Синклер Льюис «У нас это невозможно» Sinclair Lewis «It Can’t Happen Here»                                     | Джеймс Мактейг и братья Вачовски «V — значит вендетта» (фильм) James McTeigue and The Wachowski Brothers «V for Vendetta» | Двое лауреатов «Зала славы» |
| 2008 | | | |
| Гарри Тертлдав «The Gladiator» Harry Turtledove «The Gladiator» Джо Уолтон «Ha’Penny» Jo Walton «Ha’Penny»                 | Энтони Бёрджесс «Заводной апельсин» Anthony Burgess «A Clockwork Orange»                                                                                           | | Вручение прошло на 66 World Science Fiction Convention в Денвере                                                                                                  |
| 2009 | | | |
| Кори Доктороу «Младший брат» Cory Doctorow «Little Brother»                                                                | Дж.Р.Р. Толкин «Властелин Колец» J.R.R. Tolkien «The Lord of the Rings»                                                                                            | | Победители были объявлены 10 августа в Монреале |
| 2010 | | | |
| Дэни и Эйтан Коллин «The Unincorporated Man» Dani and Eytan Kollin «The Unincorporated Man»                                | Пол Андерсон «Нет мира с королями» Poul Anderson «No Truce with Kings»                                                                                             | | |
| 2011 | | | |
| Сара А. Хойт «DarkShip Thieves» Sarah A. Hoyt «DarkShip Thieves»                                                           | Джордж Оруэлл «Скотный двор» George Orwell «Animal Farm» | | Победители были объявлены 17—21 августа на конвенте 69 WorldCon в Рино                                                                                            |
| 2012 | | | |
| Делия Шерман «The Freedom Maze» Эрнест Клайн «Первому игроку приготовиться»                                                | Эдвард Морган Форстер «Машина останавливается» Edward Morgan Forster «The Machine Stops»                                                                           | | Победители были объявлены 30 августа — 3 сентября на конвенте Chicon 7 в Чикаго                                                                                   |
| 2013 | | | |
| Кори Доктороу «Кинопират»                                                                                                  | Нил Стивенсон «Криптономикон» | | Победители были объявлены 29 августа — 2 сентября во время 71-го Всемирного конвента, проходившего в Сан-Антонио                                                  |
| 2014 | | | |
| Кори Доктороу «Homeland» Рамез Наам «Nexus»                                                                                | Лоис Макмастер Буджолд «В свободном падении» | Вернор Виндж — за пожизненные заслуги Лесли Фиш «Tower of Horses» — за сочетание повести и филк-композиции «The Horsetamer’s Daughter» | Победители были объявлены 16 августа на конвенте Loncon 3 в Лондоне                                                                                               |
| 2015 | | | |
| Даниэль Суарез « Influx»                                                                                                   | Харлан Эллисон «„Покайся, Арлекин!“ — сказал Тиктакщик» | Фрэнсис Пол Уилсон | |
| 2016 | | | |
| Нил Стивенсон «Семиевие»                                                                                                   | | | |
| 2017 | | | |
| Джоана Синисало «The Core of the Sun»                                                                                      | | Марк Стэнли (Mark Stanley), вебкомикс Freefall | |